# معادلة مايورانا
معادلة مايورانا هي معادلة موجية نسبية مشابهة لمعادلة ديراك لكنها تشمل شحنة مقترنة ψc لسبينور ψ. سميت على اسم العالم الإيطالي إيتور ماورانا و هي
{\displaystyle i{\partial \!\!\!{\big /}}\psi -m\psi _{c}=0\qquad \qquad (1)}
مكتوبة بطريقة فاينمان حيث الشحنة المقترنة معبر عنها ب
{\displaystyle \psi _{c}=\gamma ^{2}\psi ^{*}\ }.
يعبر عن المعادلة (1) ب
{\displaystyle i{\partial \!\!\!{\big /}}\psi _{c}-m\psi =0\qquad \qquad (2)}.
إذا امتلك جسيم وظيفة موجة سبينور ψ التي تفي معادلة مايورانا، تسمى m في المعادلة كتلة مايورانا. إذا كانت ψ = ψc فإن ψ تسمى سبينور مايورانا. عكس سبينور وييل أو سبينور ديراك، فإن سبينور مايورانا هو تمثيل حقيقي لمجموعة لورينتز لذا فهي تشمل السبينور و متقارنه المعقد في نفس المعادلة. هناك طريقة أخرى (مثل مصفوفات سبينور ديراك، توضيح إمبالزانو) لكتابة سبينور مايورانا في أربعة عناصر حقيقية، والتي تظهر المتقارن المعقد في بعض الأحيان نتاجا صناعيا من استخدام طريقة ديراك عن سبينور حقيقي.